# David Mark
David Alechenu Bonaventure Mark (* April 1948 in Zungeru, heute im Bundesstaat Niger, Nigeria) ist ein nigerianischer Politiker.

## Biografie
Nach dem Schulbesuch absolvierte Mark, der aus dem Volk der Idoma stammt, ein Studium der Telekommunikation am College of Military Engineering sowie dem Militärkolleg für Telekommunikation und schloss dieses Studium mit einem Bachelor of Science (B.Sc.Telecomm.) ab. Anschließend war er als Offizier in den Streitkräften Nigerias und später als Geschäftsmann und Unternehmer tätig.
Seine politische Laufbahn begann im Januar 1984 als Gouverneur des Bundesstaates Niger. Dieses Amt hatte er bis 1986 inne.
1991 wurde er erstmals zum Senator gewählt und gehört seitdem dem Senat (Senate of Nigeria) an. 2003 und 2007 wurde er als Vertreter der People’s Democratic Party (PDP) im Wahlkreis Benue South in der südlichen Region des Bundesstaates Benue wiedergewählt. 2003 wurde er darüber hinaus Mitglied der Parlamentarischen Versammlung der Westafrikanischen Wirtschaftsgemeinschaft (ECOWAS). Als Senator befasste er sich überwiegend mit Fragen der Außenpolitik sowie der Nationalen Sicherheit.
Von 2007 bis 2015 war Mark als Nachfolger von Ken Nnamani Präsident des Senats.